# سیارک ۱۳۲۶۵
سیارک ۱۳۲۶۵ (به انگلیسی: 13265 Terbunkley، نامگذاری:1998QP23) سیزده هزار و دویست و شصت و پنجمین سیارک کشف شده‌است که در ۱۷ اوت ۱۹۹۸ کشف شد.
قدر مطلق سیارک برابر ۱۷.۰ است.